# François Barrer
François Barrer (né le 8 juin 1993 à Reims) est un athlète français, spécialiste des courses de fond.

## Biographie
François Barrer est sacré champion de France Élite du 5 000 mètres en 2017 à Marseille. Sur cette distance, il remporte la deuxième médaille d'or française des Universiades d'été d'athlétisme 2017 disputés à Taipei (après celle de Jeffrey John sur 200m), en devançant, avec un temps de 14 min 0 s 86, le Britannique Jonathan Davies et l'Autrichien Andreas Vojta. Le 3 mai 2018 il réalise 27 min 55 s 95 sur 10 000 m à Palo Alto ce qui lui permet de se qualifier aux championnats d’Europe de Berlin. 

## Palmarès

### National
- Championnats de France d'athlétisme :
  - Vainqueur du 5 000 mètres en 2017